# نارازنی
نارازنی (به لاتین: Narazeni) یک منطقهٔ مسکونی در گرجستان است که در شهرداری زوگدیدی واقع شده‌است. نارازنی ۲٬۳۴۵ نفر جمعیت دارد و ۱۵۱٫۷۹ متر بالاتر از سطح دریا واقع شده‌است.